# Fernanda Maciel
Pour les articles homonymes, voir Maciel.
Fernanda Maciel est une athlète brésilienne née le 24 janvier 1980 à Belo Horizonte. Spécialiste de l'ultra-trail, elle a notamment remporté le Lavaredo Ultra-Trail en 2011 et la Transgrancanaria en 2012. Elle a également terminé deuxième de l'Ultra-Trail World Tour 2014 avec 577 points. D'après son site Internet, elle réside à Coll de Nargó, en Espagne.

## Résultats
| no  | féminin            | Course                        | Longueur | Départ            | Temps            |
| --- | ------------------ | ----------------------------- | -------- | ----------------- | ---------------- |
| 17e | Médaille d'or      | Lavaredo Ultra-Trail          | 90 km    | 2 juillet 2011    | 12 h 45 min 24 s |
| 5e  | Médaille d'or      | Transgrancanaria              | 123 km   | 3 mars 2012       | 15 h 02 min 29 s |
| 16e | Médaille d'argent  | Lavaredo Ultra-Trail          | 118 km   | 29 juin 2012      | 16 h 29 min 02 s |
| 9e  | Médaille d'or      | Barcelona Trail Races         | 21 km    | 23 novembre 2013  | 1 h 59 min 12 s  |
| 23e | Médaille de bronze | Transgrancanaria              | 125 km   | 1er mars 2014     | 17 h 31 min 57 s |
| 17e | Médaille d'argent  | Ultra-Trail Mt.Fuji           | 100 mi   | 25 avril 2014     | 23 h 46 min 24 s |
| 28e | Médaille de bronze | 100 Australia                 | 100 km   | 17 mai 2014       | 11 h 47 min 52 s |
| 27e | Médaille de bronze | Lavaredo Ultra-Trail          | 119 km   | 26 juin 2015      | 15 h 18 min 34 s |
| 24e | Médaille d'argent  | Ultra-Trail Mt.Fuji           | 169 km   | 25 septembre 2015 | 26 h 44 min 25 s |
| 32e | Médaille de bronze | Marathon des Sables           | 257 km   | 10 avril 2016     | 29 h 58 min 43 s |
| 34e | Médaille de bronze | Lavaredo Ultra-Trail          | 122 km   | 24 juin 2016      | 15 h 20 min 57 s |
| 19e | Médaille de bronze | Marathon des Sables           | 250 km   | 9 avril 2017      | 24 h 44 min 59 s |
| 19e | Médaille d'or      | Penyagolosa Trails            | 108 km   | 12 mai 2018       | 14 h 47 min 04 s |
| 35e | Médaille de bronze | Transgrancanaria              | 128 km   | 22 mars 2019      | 17 h 03 min 33 s |
| 16e | Médaille d'or      | Quito Trail Ecuador - 82K Oso | 75 km    | 3 août 2024       | 11 h 13 min 26 s |